# Clasterosporium caricinum
Clasterosporium caricinum är en svampart som beskrevs av Schwein. 1832. Clasterosporium caricinum ingår i släktet Clasterosporium och familjen Magnaporthaceae.   Inga underarter finns listade i Catalogue of Life.